# Lothar von Minden
Lothar (auch Ludarius oder Lantharius) († frühestens 26. Juli 927) war von 914 bis 26. Juli 927 Bischof von Minden.
Wie sein Vorgänger musste er sich im Bistum der andauernden Ungarneinfälle erwehren.